# Ignacy Dawid I
Ignacy Dawid I (ur. ?, zm. ?) – w latach 1517–1520 96. syryjsko-prawosławny Patriarcha Antiochii.